# Bishop (samohybné dělo)
Bishop je název britského samohybného děla na podvozku tanku Valentine používaného v průběhu druhé světové války. Byl to uspěchaný[zdroj⁠?!] pokus o vytvoření samohybného děla vyzbrojeného kanónovou houfnicí OQF 25-pdr. Vozidlo se potýkalo s četnými problémy a bylo brzy nahrazeno ve výzbroji dokonalejšími typy.

## Vznik a výroba
Taktika rychlého manévrového boje používaná na severoafrickém bojišti vedla k požadavku zavést do výzbroje samohybné dělo vyzbrojené 25 liberní kanónovou houfnicí V červnu 1941 byl vývojem pověřen závod Birmingham Railway Carriage and Wagon Company. Výsledkem bylo vozidlo pod označením Ordnance QF 25-pdr on Carrier Valentine 25-pdr Mk 1, známější pod názvem Bishop.
Bishop byl postaven na podvozku tanku Valentine. Věž byla nahrazena pevnou hranatou nástavbou s velkými zadními dveřmi. V nástavbě s velmi vysokou siluetou byla umístěna 87,6mm kanónová houfnice OQF 25-pdr. Maximální náměr byl omezen na 15°, což způsobilo snížení maximálního dostřelu houfnice na přibližně 6400 stop (zhruba polovina dostřelu standardní tažené verze). Minimální náměr zbraně byl 5°a odměr 8°. Jako doplňková zbraň byl ve vozidle umístěn kulomet Bren ráže .303 (7,7 mm).
Původní požadavek byl naplněn dodáním 100 těchto vozidel v roce 1942. Dalších 50 kusů bylo objednáno, ale není zcela doloženo, zda byly opravdu vyrobeny.

## Bojové použití
Bishop byl poprvé nasazen do bojů v průběhu druhé bitvy u El Alameinu na severoafrickém bojišti. Stahován z výzbroje byl v počáteční fázi italské kampaně. V důsledku zmiňovaných nedostatků a nízké rychlosti nebyl tento typ příliš oblíben. Kvůli zvýšení poměrně malého náměru osádky často musely umisťovat svá vozidla na vybudované šikmé rampy.
Bishop byl nahrazován ve službě americkým 105mm samohybným dělem Priest a britskou 25 liberní samohybnou houfnicí Sexton, jakmile byly k dispozici v dostatečných počtech.